# 东江英雄刘黑仔
《东江英雄刘黑仔》 又名《东江英雄传》是广州海润影视有限公司制作的一部抗日战争电视剧。2013年8月在横店影视城开机拍摄，10月杀青。於2014年6月21日登陆上海新闻综合频道黄金剧场，每晚19:35两集连播，2015年1月4日湖北/重庆卫视上星，故事由王雷、賈青和洪雁等主演。

## 剧情概述
青年刘黑仔性情如火，嫉恶如仇，从小顽劣但为人颇讲义气，为救朋友在大牢里被关了七年，出狱后加入中国共产党，成为抗日时期活跃在南粤、香港一带，共产党领导下的“东江纵队”抗日武装骨干。他铲除当地土匪汉奸营救民主爱国人士，智擒日本驻港特务头子东条正之，威震港九、让日伪闻风丧胆。

## 演员
| 演员   | 角色           | 介紹 |
| 王雷   | 刘黑仔         | 中国共产党党员，东江纵队（游击队）的队长 抗日战争过程，接二连三失去身边至亲 - 嘉妹、火胜、阿强、阿彪、及并肩作战的何敏仪、芥川龙之介等，也因此让他先后亲手杀害日本鬼子与汉奸等重要级人物 - 安景惠、猫哥、松本与东條正之。 1946年5月国共内战之时，背负着脚伤冲向国民党的桥头阵地，死在国民党冉沛的士兵枪下，却成功将炸药引爆而炸毁国民党阵地，为中国共产党突围作出了贡献，而后被中国共产党厚葬。（第40集）       |
| 贾青   | 安娜           | 刘黑仔的爱人；离开刘黑仔途中被日本鬼子调戏，躲进某户人家后，剪短头发重新开始。（第27集） 在香港与刘黑仔重逢，却因安景惠成为汉奸而遭刘黑仔杀害，最终痛下心彻底与刘黑仔分手。 后来与麦剑锋结婚。（第36集） |
| 叶项明 | 麦剑锋         | 东江纵队（游击队）的革命战士，，刘黑仔从小到大的五兄弟之一。对安娜一件钟情，后来与安娜结婚。（第36集） 在扫荡启德机场为分散松本注意力被其射中，所幸被安娜送给自己的项链救了一命，是五兄弟当中至今唯一生存者（第39-40集）。 |
| 肖聪   | 戴在初         | 东江纵队（游击队）的指导员，与刘黑仔共同作战无间。 |
| 杨璇姿 | 何敏仪         | 记者，原是日本鬼子派去潜伏在刘黑仔与东江纵队队长的卧底，却因火胜之死、情报失误而被刘黑仔等兄弟发现，随后改邪归正，与东江纵队兄弟们和好，并成为东江纵队的革命战士。 游击队乔装成日军战士来到启德机场时，何敏仪将炸弹安置于日军战机底层企图炸死所剩日本鬼子，却因炸弹意外未引爆；前去查探而遭松本的战士枪伤倒地；在其余游击队员进行激烈枪战时，用仅剩的力气将电线连接引爆炸弹，过程中牺牲了自己的生命。（第39集） |
| 張佑天 | 阮永彪（阿彪） | 东江纵队（游击队）的革命战士，刘黑仔从小到大的五兄弟之一。 抗日战争濒临结束之际，与阿强埋伏酒楼设计暗杀猫哥不遂；与其手下经历一场奋战，枪杀不少鬼子，却因猫哥挟持阿娇而遭受枪击重伤，死在日本鬼子枪下。而后尸体被日军吊在桥上，最终被刘黑仔取回安葬。（第37集） |
| 田家达 | 龚立强（阿强） | 东江纵队（游击队）的革命战士，刘黑仔从小到大的五兄弟之一。 抗日战争濒临结束之际，与阿彪埋伏酒楼设计暗杀猫哥不遂；与其手下经历一场奋战，枪杀不少鬼子，却因猫哥挟持阿娇而遭受枪击重伤，死在日本鬼子枪下。而后尸体被日军吊在桥上，最终被刘黑仔取回安葬。（第37集） |
| 滕文昊 | 火胜           | 东江纵队（游击队）的革命战士，刘黑仔从小到大的五兄弟之一。 游击队筹备来到香港时，火胜只身来到香港为刘黑仔等人铺路却遭日军埋伏，发出电报之后经历一场奋战，虽枪杀不少鬼子，最终寡不敌众死在日军枪下。（第26集） |
| 洪雁   | 錢佩珍         | 劉黑仔的同學和錢老師的女兒，因其父親被日軍殺害而加入游擊隊，火勝的心上人，後因火勝被漢奸鮑魚強殺死而聯同劉黑仔一起殺了他報仇，之後去後方根據地。 （第28集） |
| 蔡文静 | 刘嘉妹         | 刘黑仔的妹妹，一个善良懂事的女孩，暗地里做了很多工作帮助刘黑仔抗日，却因喜欢身为日本人的芥川龙之介而与刘黑仔决裂。 随后被松本抓走以作要挟刘黑仔的筹码，却最终选择牺牲自己不让刘黑仔遭威胁，拿起手榴弹而遭日军枪伤，向芥川龙之介交代遗言后死在他的怀里。（第35集） |
| 程东   | 猫哥           | 恶霸；为刘黑仔伸张正义对付的对象之一，游击队之死敌，与日本鬼子合作连番打击，抗战结束之际更与阿彪、阿强之死密不可分，最后被刘黑仔开枪打死。（第38集） |

## 分集劇情
{ 第01集 }
1931年，廣東寶安縣大鵬鎮。從小就一身狠勁兒、天不怕地不怕的劉黑仔，是一幫頑劣孩子的頭兒。
黑仔等人看不慣鎮上惡霸貓哥橫行鄉里，搶了貓哥賭場的錢。貓哥派人一路追殺。為保護好兄弟麥劍鋒，
劉黑仔用刀捅傷了押款的保鏢。當晚，劉黑仔在女友阿嬌家被警察捕走，劉黑仔被判刑7年。7年後，
劉黑仔出獄，麥劍鋒等兄弟來接他。出獄後，黑仔發現貓哥勢力如日中天，還搞到了槍。貓哥威脅黑仔，
要么入夥，要么等著被滅，黑仔倔強地拒絕。黑仔得知自己兒時的女友阿嬌，此時成了貓哥的女人。當夜，
劉黑仔欲殺貓哥，被阿嬌阻攔。阿嬌訴說自己的無奈，這些年家中遭遇變故，黑仔身陷囚牢。貓哥對自己有
救命之恩。阿嬌勸說黑仔放手。黑仔斬斷對阿嬌的情意，但發誓一定要殺掉貓哥。黑仔等人商量如何對付貓
哥，決定先搞到一把槍。江湖傳聞照相館中來路神秘的照相師戴在初有路子。黑仔等人找上門去，戴在初答
應幫忙搞槍，但提出了加入黑仔一夥兒的條件。黑仔觀察戴在初，覺得此人言過其實，不以為意。從照相館
裡出來，黑仔一會兒偶遇了新來郵政局長安景惠的女兒安娜。麥劍鋒對安娜一見鍾情。安娜則對黑仔這一夥
兒語言粗魯、行為乖張的混混充滿反感。正逢此時，鎮中鄉親遭遇大鵬政府強拆的欺壓，劉黑仔氣憤難忍，
帶人大鬧了安景惠和警長鮑魚強主辦的晚宴。黑仔這才發現，原來安娜竟是安景惠的女兒。麥劍鋒向黑仔等
人流露了對安娜的愛慕之意。當天夜裡，大雨傾盆。劉黑仔兄弟五人在鎮中大街遭遇眾多神秘刀手的圍攻。
黑仔五兄弟在雨中奮力抵抗，誓死不分開。危機關頭，戴在初開著車趕到，沖散刀陣將黑仔等人救走。通過
戴在初，黑仔等人知道，今晚的仇殺是鮑魚強和貓哥聯手所為。戴在初答應，只要黑仔等人願意除暴安良為
老百姓做事，自己負責搞槍。黑仔去兒時常去的湖中游泳，遇到了穿著泳裝的安娜。黑仔這才知道，這片土
地已經成為了安家的私有財產。黑仔氣憤，惡作劇調戲安娜。鮑魚強率警察趕到，要逮捕黑仔。安娜主動為
黑仔說情，撒謊稱黑仔是自己請來的朋友。安娜突然覺得這個頑劣倔強陽剛的男人，有一股說不出的魅力。
同時，麥劍鋒對安娜展開了追求，安娜禮貌地謝絕了劍鋒的邀請。戴在初如約帶來了搞槍的計劃。黑仔等人
潛入港島，竟偶遇了兒時的伙伴錢佩珍。多年過去，錢佩珍已經出落成美麗迷人的大姑娘。青梅竹馬的火胜
對佩珍流露出情意。
{ 第02集 }
在佩珍的幫助下，黑仔等人盜取了香港英方軍官查爾斯的配槍。在戴在初的慫恿下，黑仔等人決定既然是劫
富濟貧，就得乾大的——搶劫香港的匯豐銀行。搶劫行動一切順利，當但保險庫大門打開，裡面沒有一根金
條，關著的竟是一群共產黨。還有一個兒時黑仔熟悉的人——權哥。權哥是寶安曾經叱吒風雲的人物，殺死
警察後從此消失。江湖上流傳著他的傳說。有人說，權哥後來去了江西，參加了共產黨。這一次，權哥帶著
共產黨人，再次神秘地消失在了黑仔等人的視野中。一頭霧水的黑仔等人質問戴在初，戴在初一口咬定自己
毫不知情。搶劫案發生當天就在銀行取錢的安娜，送回了黑仔遺留在案發現場的隨身物品，保護了黑仔等
人。有了槍的黑仔，回到大鵬找貓哥報仇。雙方你來我往，互不相讓。就在兩派勢力即將拼個你死我活的危
急關頭。國軍正規軍突然開進大鵬鎮，澆熄了這場本無可避免的流血衝突。原來，國軍到來是奉命駐防，以
備日軍入侵。不料，日軍真正到來的時候，國軍未放一槍一彈連夜逃走。貓哥帶人和日軍正面衝突，被打得
剩下孤身一人。黑仔向貓哥傳話，日本人來了，我們的恩怨先放在一邊。日軍指揮官是少佐松本。松本性格
冷峻、殘忍。他利用倒貼的漢奸鮑魚強，開始對大鵬鎮進行看似文明的高壓統治。黑仔等人的老師錢先生
（佩珍的父親），拒絕向太陽旗下跪，被松本殘忍地殺害，掛在旗桿上示眾。錢老師臨死前面不改色，高聲
朗誦岳武穆的滿江紅。他的錚錚鐵骨，深深地震撼了黑仔等人的心靈。黑仔兄弟幾個向錢老師的遺體下跪，
發誓為老師報仇，絕不向日軍低頭。
{ 第03集 }
松本得知安景惠乃是日本親王的同學，對安景惠和安娜姐弟禮敬有加。虛假的文明背後，是更加陰狠的用心。松本掐準了安景惠疼愛女兒這個軟肋，以安娜姐弟為要挾，逼迫安景惠出任寶安縣維持會長，為日本人做事。劉黑仔等人設計伏擊日軍小隊成功，遭到日軍搜捕。黑仔送走父親和妹妹，帶著兄弟幾人逃進深山。山洞中，黑仔等人躊躇不知今後打算。戴在初趁機鼓動黑仔，一心抗日，與其加入國軍，不如加入葉挺將軍組建的抗日模範壯丁隊。正商討間，遭遇了國軍連長冉沛率領的小股殘兵。黑仔虛報自己軍銜，藉機團結冉沛，決定殺一個回馬槍，救援被松本押為人質的大鵬鎮鄉親。初次指揮戰鬥的劉黑仔表現出天生的連排級指揮才能。他佈置了一場精彩的“圍點打援”戰鬥，成功地從日軍手中救出被俘鄉親，並將日軍驅趕至鎮警察局。黑仔等人乘勝追擊，趁日軍大部隊不在鎮中，鼓動警察局的警察們起義，圍攻辦公樓，將鬆本和鮑魚強等小股敵人趕出了大鵬鎮。得勝後的黑仔審問安景惠，斥責安是漢奸。安景惠被黑仔用槍頂著腦門，但寸步不讓，反說黑仔等人是不顧大局的土匪，和義和團沒有兩樣。安娜擋在父親面前，掩護父親逃走。黑仔警告安景惠，這次放過你，要是再做漢奸，必取汝首級。經過了一段時間相處，安娜發現自己黑仔已經暗生情意，而黑仔卻只將安娜當做需要保護的富家大小姐。同時，麥劍鋒已經迷戀安娜到無法自拔。獲勝的黑仔等人不顧戴在初和冉沛的勸告，放鬆了警惕大肆慶祝。果然被戴在初猜中，日本人的反撲連夜而至。黑仔和冉沛的人馬被打得潰不成軍，黑仔則被松本用狙擊步槍擊中胸口。
{ 第04集 }
黑仔在老戴等人掩護下逃走。瓢潑大雨中，黑仔氣若游絲，生死未卜。松本一方面在大鵬鎮繼續自己的血腥統治，肆意搜刮殺害無辜百姓，同時命令部隊對黑仔等人窮追不捨。老戴等人帶著重傷昏迷的黑仔甩掉日軍追擊，突破英國人的封鎖，逃亡香港。老戴等人躲進劉黑仔親妹妹劉嘉妹在香港的家。重傷的黑仔繼續手術，不然則一定會死去。老戴派劍鋒和阿強去請一個大夫來。追踪黑仔未果的松本，將黑仔五人的照片和資料傳給了香港最大的日本特務頭子——東條正之。東條正之利用英國人綏靖的心態，暗地裡借助查爾斯的力量搜捕劉黑仔等人。查爾斯有自己算盤，他既不想得罪日本人，給日本人開戰的口實，也不想乖乖地把黑仔等人交給東條。查爾斯通過東條的情報，確認黑仔幾人就是先前從自己這裡盜取槍支的罪犯。通過酒吧的線索，查爾斯查到錢佩珍的住處，鎖定了這條線索，一步步逼近黑仔等人。而東條則運用自己高超嫻熟的特務技能，化裝偵查，通過失踪車輛和醫院失踪醫生的線索，逐漸鎖定了黑仔等人的藏身處。劍鋒和阿強陰差陽錯綁來的竟是一個日本醫生，芥川龍。老戴等人對芥川威逼求情，芥川終於答應在缺醫少藥的情況下做手術。芥川表示，就算手術成功。仍需要大量持續治療的管製藥品。錢佩珍自告奮勇去藥店偷藥。哪知，藥店早就被香港警察派出的密探布控，錢佩珍面臨著被捕的危險。
{ 第05集 }
松本以槍桿子威脅安娜，讓其用漢語為中國孩子教授大東亞共榮。課堂上，安娜勇敢地拒絕執行松本的命令。回到家中，安娜終於和父親爆發了衝突。安景惠的奴才理念引發了安娜強烈的不滿和反感。對於安景惠來說，骨氣自尊都可以丟棄，只要能安逸偷生，只要兩個孩子平安，自己可以做任何事，哪怕是當漢奸。父女倆進入冷戰。錢佩珍奪路逃走，最終被華人警長豬頭華擒獲。戴在初久等佩珍未至，派劍鋒阿強去打探消息。劍鋒和火勝打探到佩珍被抓，兩人克制住衝動，決定先救垂危的黑仔。劍鋒火勝潛入藥店，偷走了違禁藥品。時間一點點流逝，黑仔決定在沒有麻藥的情況下手術。術後，黑仔憑藉強大的意志力和健碩的體魄，奇蹟般地活了下來。手術中，劉嘉妹和芥川之間，產生了微妙的情意。為了幫助芥川洗脫嫌疑，老戴等人給芥川假造了醉酒廢墟的現場。狡猾的東條並沒有被騙過，他把芥川鎖定為線索。被捕後的佩珍，遭遇了拷打水刑仍舊高唱著兒歌，拒不招供。查爾斯認為這個女人沒有價值，將其丟棄至垃圾場自生自滅。火勝單槍匹馬將佩珍救回。傷癒後的佩珍，竟然在大街上偶遇了落魄帶傷的阿嬌。原來，阿嬌和貓哥來到香港後，一直被貓哥虐待，終於忍受不了，離家出走。.於此同時，戴在初竟然偷偷地和權哥會面。權哥和戴在初的身份終於浮出水面，他們是共產黨人。權哥命令戴在初先拉起隊伍。
{ 第06集 }
東條請芥川喝酒，席間含沙射影試探芥川。兩人彼此心照不宣。芥川假意向東條屈服，提供了劉黑仔等人去向的假消息。但特務技術嫻熟的東條，通過自己的推測分析，確定黑仔等人並未逃亡澳門，而是轉移藏到了南丫島一帶。大鵬鎮上，安景惠最終同意了出任寶安縣維持會長。安娜斥責父親，安景惠不但沒有絲毫愧意，反而怒罵堅決抗日的劉黑仔等人是義和團是土匪，認為就是這些人把中國毀掉了。安娜對父親更加失望。落魄的貓哥因搶劫被警察追捕，幸麥劍鋒將其救下。麥劍鋒將貓哥帶到黑仔等人藏身處，黑仔二話不說就要打死貓哥。危急關頭，阿嬌出來求情。讓黑仔等人意想不到的是，阿嬌竟然提出自願回到貓哥身邊。良久沉默後，黑仔答應了阿嬌，不管怎麼選擇，自己都會尊重。黑仔告訴阿嬌，會永遠把她當做親妹妹。老戴的神秘行踪終於引起了黑仔等人的懷疑，黑仔等將老戴捆綁，審問。老戴依舊拒不承認自己有出賣兄弟的行為。正僵持間，豬頭華帶人殺到。黑仔等人奪路逃走，山窮水盡之際，被驅車前來接應的權哥救下。至此，權哥和老戴向黑仔等人表明了共產黨游擊隊的身份，並邀請黑仔加入抗日隊伍。黑仔興高采烈地答應。入隊後的第一個任務，就是暗殺雙手沾滿了同志鮮血的華人警長豬頭華。黑仔和保盟成員何敏儀接頭，鎖定了豬頭華的行動規律。一場暗殺行動，悄然上演。
{ 第07集 }
黑仔利用嘉妹違反治安條例被抓的機會，進入警察局保釋嘉妹，略施小錢就摸透了警察局的環境。第二天，劉黑仔化裝成警察，押著假犯人劍鋒進入警局，潛入豬頭華的辦公室。警察局外，老戴等人按計劃在樓外放火開槍製造混亂，警局內的警察們草木皆兵，全被吸引到警察局外。同時，警察局內響起疏散火警。劉黑仔果斷開槍擊斃豬頭華，麥劍鋒立即拿出何敏儀準備的相機拍下了豬頭華被擊斃的照片。這是計劃的一部分，日後要等在報紙上，擴大影響，這就是當漢奸的下場。黑仔劍鋒跟著火警疏散人群，大搖大擺地成功撤走。日本海軍陸戰隊開始進攻虎門一帶，游擊隊接到了聯合白沙村國軍阻擊海軍陸戰隊的任務。黑仔得知白沙洲的國軍是冉沛指揮的，向權哥打包票自告奮勇去團結冉沛。經年不見，冉沛已經晉升為少校營長。冉沛陰陽怪氣地拒絕了黑仔和老戴的邀請，派人將黑仔趕出了軍營。氣憤不已的黑仔懊喪不已，突然，他看到了被隨手丟棄在路邊的報紙。報紙上刊登出了豬頭華的號外。劉黑仔計上心頭。黑仔邀來了一大群各大報紙的記者，其中還混有早就套好了詞兒的女游擊隊員添添。黑仔略施小計替冉沛在媒體前誇下海口，阻擊日軍陸戰隊不在話下。正好這時，國軍指揮部下達了相同的阻擊指示，冉沛無奈，不情不願地帶隊參戰。阻擊戰打響了。
{ 第08集 }
阻擊戰獲得了勝利，黑仔幾兄弟也因為擅離陣地衝鋒給了日軍撤退的機會。算是功過各半。廣東的日軍繼續向縱深推進，各部都在換防集結。大鵬鎮的松本奉命率部撤離鎮子，臨走前，他制定了日軍撤離階段大鵬鎮的代理人，那就是維持會長安景惠。安景惠為了彌補自己的罪過，佈置將日軍未能帶走的糧食分發給忍飢挨餓的大鵬鎮鄉親們。但為時已晚，入住大鵬鎮的國民政府軍隊派人將安景惠逮捕，並公開了他漢奸的罪名。大鵬鎮民眾開始唾罵安景惠，無人為其說情。回到根據地的游擊隊開始了整訓。黑仔等人的散漫習氣和游擊隊格格不入。不服從指導員老戴的命令，險些導致鬥毆。夜晚緊急集合，兄弟幾個睡得死死的，不但遲到，甚至互相穿錯了衣服。阿彪更是找不到自己的褲子，裹著一床草蓆來了。在隊列基礎訓練中，因為阿彪分不清左右，劉黑仔所在班被取消了訓練資格。老戴下令，必須在一天以內解決阿彪的問題，不然罰去清理糞坑。黑仔等人費了九牛二虎之力，也沒能讓阿彪分清左右。而阿彪看起來徹底放棄，直接倒頭就睡，一睡不起。第二天整訓，意想不到的事情發生了！阿彪竟然準確地分清了左右，並且完成了所有隊列動作。原來，阿彪偷偷地用水壺打掉了自己右邊的一顆牙。他從此知道，少牙的就是右，不少的就是左。此時的港島，何敏儀和保盟成員正遭到東條特高科特務的追殺。
{ 第09集 }
何敏儀逃脫追殺，躲進一間密室，和神秘的K先生相見。原來，K是軍統的高級特務。而何敏儀也是軍統女特工。K向何敏儀發出指示，以保盟成員的身份混進游擊隊，打探情報，在不暴露身份的情況下，伺機除掉劉黑仔。何敏儀領命。安景惠被關進大牢，眼見朝不保夕。安娜弟弟商量後，隻身前往游擊隊尋找麥劍鋒，希望能有人替自己的父親求情。安娜找到麥劍鋒，說明了原委。麥劍鋒一見安娜就完全丟掉了原則，帶著安娜衝到黑仔房間。黑仔還未等安娜開口，就猜到了安娜來意，一口拒絕。安娜既傷心又無奈，麥劍鋒心疼不已。他答應安娜，就算黑仔不幫忙，自己也會竭盡所能把安景惠救出來。麥劍鋒找到戴在初，弄清了對待漢奸的組織原則，得知組織上對於可以爭取的統戰對象，還是寬大的。一向小聰明多的麥劍鋒弄來一隻臘鴨，去找權哥說情。可是還沒等他表明來意，就被權哥識破。權哥嚴厲地批評了劍鋒的行賄說情行為，並教育劍鋒，安景惠的問題，要根據實際情況，根據政策來處理。黑仔知道劍鋒的行為後，將麥劍鋒關了起來，命令他反省。兄弟兩人生了嫌隙。黑仔追到樹林中，告訴正在等待麥的安娜，自己絕不會幫一個漢奸求情。安娜被黑仔決絕的態度傷透了心，絕望離去。安娜回到大鵬鎮，沒有放棄對父親的營救。她決定冒險一試，哪怕是，和心如蛇蠍的冉沛做交易。
{ 第10集 }
冉沛把安娜視作玩物，更視作對劉黑仔的報復工具，他決定先讓安娜著急，再慢慢想辦法炮製她。冉沛拒絕了安娜的要求。權哥找黑仔談了關於安景惠的問題，達成了共識。而對於麥劍鋒的處理，黑仔則明顯袒護自己的兄弟。權哥和老戴商量，黑仔等人雖然有血性、有頭腦，但紀律意識仍比較差，暫時還應該作為預備隊，突襲鬼子據點的行動，就不要讓黑仔等人參與了。哪知，這番秘密的談話被黑仔碰巧聽到。黑仔兄弟幾個氣憤不過，決定私自行動，在游擊隊大部隊開拔前24小時，就自己去端掉鬼子的據點。黑仔觀察據點環境，利用油桶製造連鎖爆炸，端掉了據點。但他們還沒來得及慶祝，鬼子一個大隊的追兵就尾隨而至。黑仔等人被追到山崖邊，退無可退。危急時刻，戴在初率領增援來到，抵擋鬼子。就在撤離即將成功的時候，火勝為了找回自己給佩珍寫的情書，脫隊，陷入了包圍。老戴為了就火勝，被日軍手榴彈的破片重傷，生死未卜。權哥用辛亥革命時期的老辦法，冒險給老戴治傷。老戴奇蹟般地活了下來。游擊隊全體轉移，蒙受了重大損失。依照紀律，權哥應該槍斃劉黑仔等人。劉黑仔挺身而出，一個人承擔責罰。兄弟幾人跪下願與黑仔同死。最後，權哥免除了黑仔的死罪，希望這次的教訓能讓這個短兵相接的天才受到教育。大鵬鎮中，安娜被擄至冉沛房裡，正面臨被冉沛強暴的危險。
{ 第11集 }
何敏儀按照計劃，順利進入了游擊隊。她的掩護身份和謊言無懈可擊，又以一手神準的槍法贏得了黑仔等人的尊重。安傑知道姐姐的遭遇，飛奔到游擊隊找到黑仔。黑仔二話不說，留下一張假條，趕往鎮上營救安娜。麥劍鋒忍住嫉妒的怒火，和阿彪阿強等人給黑仔打掩護，假裝黑仔還在隊中，不料被權哥識破。權哥得知原委，立即判斷出安娜只是冉沛的誘餌，冉沛就是想藉此挑起衝突，等黑仔鑽圈套。權哥立刻佈置了智取的增援方案。劉黑仔單槍匹馬衝進冉沛辦公室，叱令冉沛放人。冉沛的部下早就做好了伏擊的準備。正在危急時刻，劍鋒等人依照權哥的佈置，在軍營外故佈疑陣。冉沛心裡有鬼，又怕引發大規模衝突自己吃虧，只好忍氣放走了安娜。安娜被黑仔救出，追問黑仔到底對自己是什麼想法。黑仔只冷冷地丟下幾句硬邦邦的話就轉身離去。但這種男子漢氣概，則更加讓安娜對黑仔傾心。安景惠在廣東軍政長官余漢謀的幫助下，被釋放出來。他不但不接受游擊隊的好意，反而斥責女兒，並警告她以後堅決不要和共產黨人有半點來往。貓哥找到冉沛，散德行，想和冉沛聯合。冉沛慫恿貓哥對付劉黑仔，實際上惦記的只是吃掉貓哥的人和槍。晚上，冉沛命人化裝突襲貓哥，貓哥狼狽逃走，投奔游擊隊。貓哥投奔游擊隊後，匪氣不改，帶人假借黑仔之名到處作惡。權哥決定將貓哥開除。
{ 第12集 }
黑仔帶人將貓哥驅逐出游擊隊。貓哥決定繼續抗日，打算自己籌建一支獨立聯防隊。黑仔警告貓哥，一起抗日我是歡迎的，你要是作惡我一定收拾你。黑仔奉命帶著隊員，回到鎮上挨家挨戶賠禮道歉。正好遇上了安娜。黑仔惡作劇式的偷走了安娜的鋼筆。冉沛對安家的騷擾和挑釁始終沒有停止。他命人偽裝成流氓打上安小傑，藉機威脅安家，如果不對自己言聽計從，一定會有更嚴重的事情發生。黑仔前去醫院探望小傑，遇到正在醫院散德行的冉沛。黑仔絲毫不懼冉沛的挑釁，話語間充滿了對冉的蔑視。冉沛隱忍，他告訴自己的部下，這全在自己的計劃之內。劉黑仔這樣的人就像一隻炮仗，就是要想辦法激怒他。游擊隊和冉沛部開始在鎮上搶兵員。冉沛的人基本上靠捆綁強徵。游擊隊抗日積極，正如黑仔所料，老百姓都是自願加入游擊隊。冉沛心懷怨恨，派人找各種藉口騷擾安娜，安家被騷擾得不勝其煩。黑仔則藉著在鎮上執行任務的機會，派手下的人保護安娜。安娜覺得，長此以往下去，自己會成為一個拖累黑仔的麻煩。安景惠提出讓女兒帶著兒子去香港暫避風頭，安娜知道這是個好辦法，但心裡又捨不得黑仔，躊躇難以決定。這時，戴在初向黑仔提出了入黨的提議，送給他革命思想的書，要求黑仔好好體會理解。
{ 第13集 }
戴在初找安娜談話，提出讓安娜去東莞暫避風頭的建議，並提出來，這都是為了黑仔和抗日作出的犧牲。安娜左思右想，答應了戴在初的要求。她給黑仔寫了一張紙條，約好晚上九點在茶樓見面，告個別。黑仔本欲前往，但就在這天夜裡，變故發生了。夜間巡邏的黑仔發現了敵情，連忙佈置伏擊應對。果然，冉沛帶了小股部隊前來，準備搞一次武裝偵察，伺機偷襲。偷雞不著蝕把米的冉沛掉進了游擊隊的包圍圈，雖未開槍交火，但冉沛可謂是鎩羽而歸。冉沛離去後，黑仔這才想起來安娜的約會，但已經錯過時間了。安娜久等黑仔不至，更加堅信了自己的疑慮。黑仔是要做大事情的大英雄，沒有那麼多心思來和自己兒女情長。安娜帶著弟弟，在游擊隊員的護送下離開大鵬，去往東莞避難。在權哥和戴在初的介紹下，黑仔在黨旗前宣誓，加入了中國共產黨。麥劍鋒被派到廣州去找商會會長籌集抗日物資。商會會長虛與委蛇，就是不肯出錢出力。麥劍鋒發揮自己的流氓本色，威逼利誘，終於從廣州城搞到了物資。老戴明白黑仔想念安娜的心情，給黑仔派了一個去東莞的任務。黑仔到了東莞，找到安娜，解釋了茶樓失約的誤會。兩人漫步在荔枝林中，坐在篝火邊。黑仔第一次向安娜吐露心事。自己並不是一個鐵石心腸的怪物，自己也曾經愛過一個女孩兒。只是現在愛情已經不重要了，甚至很奢侈。黑仔告訴安娜，自己說不定有一天就死了，他希望到時候能夠獨自離開，不讓自己愛的人，和愛自己的人傷心。安娜也向黑仔吐露了愛情，如果換做自己，就算知道要死，也要轟轟烈烈地愛一場。如果自己愛上的是一個強盜，則願意做他的同謀。兩人在火堆前，月光下，深情對視。
{ 第14集 }
安娜在東莞的格子舖遭到人為縱火。黑仔分析這一定是冉沛派人幹的，東莞也不安全了。黑仔要安娜去香港找姑媽暫避，香港是英國人管轄的地盤，暫時還是比較安全的。兩人連夜告別。麥劍鋒帶著抗日物資回到游擊隊。老戴和權哥很快發現，物資實際數量和黃會長信中描述不一致。老戴懷疑麥劍鋒私自剋扣了物資，找黑仔談話，黑仔拍著胸脯向老戴保證，麥劍鋒是匪氣很重，但不會做出背叛游擊隊的事情。黑仔私下找麥劍鋒談，麥劍鋒不正面回答黑仔的質問，反而認為黑仔親疏不分，為了紀律和組織就不認兄弟。兩兄弟之間的嫌隙越來越大。麥劍鋒想要出貨，通過貓哥找到買家。沒想到掉進了貓哥和黑仔等人設好的陷阱，來了個人贓俱獲。游擊隊將麥劍鋒繳械關押。麥劍鋒本就心生反意，他不願意接受游擊隊的處罰，不想就此被槍斃。黑仔告訴他，只要認錯，還是可以爭取。麥劍鋒拒不認錯。麥劍鋒打暈守衛逃走，被黑仔截住。兄弟兩人對峙。麥劍鋒和黑仔決裂，他告訴黑仔，從今往後你當你的游擊隊員，我做我的土匪。黑仔忍住心痛，違反紀律將麥劍鋒放走。黑仔告訴老戴，不論過多久，麥劍鋒都是自己的兄弟。老戴沒有怪黑仔，反而被黑仔重情重義的性情折服。日軍即將進攻香港，黑仔被派到香港執行任務。在劉嘉妹那兒，黑仔得到消息，得知了安娜的行踪。
{ 第15集 }
黑仔花光身上所有的錢，買了安娜最喜歡的巧克力，到教堂找安娜。他正好遇上安娜和老同學葉明在鋼琴前四手聯彈。黑仔悵然，留下巧克力，默默離去。日軍對香港外圍的進攻開始。松本在漢奸鮑魚強的指引下，通過西貢土匪頭子李觀姐部下的情報，繞到英守軍陣地後，突襲得手。松本用鮑魚強的反埋伏計策，用空虛的軍械庫做誘餌，釣來了黑仔率領的奇襲隊。千鈞一發之計，負責外圍接應的老戴果斷行險招，引爆軍械庫，掩護黑仔一行人突圍逃走。黑仔等人巧妙利用英軍逃兵的信息，潛入日占啟德機場，未放一槍一彈，從啟德機場內獲取了大量自動武器，補充了急缺裝備的游擊隊。黑仔回到游擊隊，接到了潛入香港營救文化人士的任務。要想打通這條關鍵的營救交通線，必須經過土匪遍地的西貢。黑仔決定帶人消滅掉無惡不作的西貢土匪頭子李觀姐。於此同時，從游擊隊孤身離開的麥劍鋒，流落香港街頭，飢腸轆轆無家可歸。他暈倒在大街上。被善良的妓女白露所救。同是天涯淪落人的相惜之情，使得劍鋒和白露之間迸發出了愛情的火焰。正所謂冤家路窄，被游擊隊攆出來的貓哥恰好在李觀姐的賭場鬧事。貓哥耍橫，向李觀姐索要兩萬元賠償。反被狠毒李觀姐剁掉了小拇指。貓哥和劉黑仔再一次面對共同的敵人。
{ 第16集 }
麥劍鋒在香港街頭搜羅各類小混混，開始建立自己的幫派。他們以四處暴力收稅開始，培養自己的勢力。麥劍鋒豪言擲地有聲，我們要做政府！麥劍鋒在和白露的愛情中，雄性本能得到了充分的滿足。他打走了強迫白露接客的老鴇和打手。白露從此更加深愛麥劍鋒，她相信這個男人會照顧自己一生一世。黑仔決定和貓哥聯手收拾李觀姐。黑仔派出阿強和阿彪去故意去李觀姐的賭場搗亂，把李觀姐的手下引到游擊隊的地盤。李觀姐得知以後，決定按照江湖規矩，先讓劉黑仔一手。他的部下均不服氣，李觀姐告誡手下，劉黑仔的背後是惹不起的共產黨，不到萬不得已，能忍讓就忍讓。劉黑仔命令強彪兩人步步進逼，整天到李觀姐的場子鬧事，破壞生意，捲走大量鈔票。李觀姐的手下終於忍耐不住，對阿彪下黑手。劉黑仔得到口實，派人砸了李觀姐的舞廳，並留下幾把砍刀示威。不料李觀姐性格沉穩，沒有將衝突升級，反而當著黑仔等人的面親手殺死自己手下兄弟，賠禮道歉。劉黑仔和貓哥等人商量，分析李觀姐的性格弱點。黑仔得出結論，這人既然是人情淡漠，那就一定愛財如命。黑仔決定，繼續挑釁李觀姐，就要徹底斷掉他的財路。東條得到情報，鎖定了麥劍鋒的行踪。他帶人言行拷問折磨白露。白露誓死不出賣麥劍鋒，被東條折磨到氣若游絲。待麥劍鋒趕回，白露已經到了彌留之際。白露臨死前，向麥劍鋒表達了自己深深地愛意。麥劍鋒為此心痛不已，深恨日本人。
{ 第17集 }
黑仔派貓哥、火勝等繼續破壞李觀姐的生意。李觀姐一忍再忍，心生一計。他綁來了麥劍鋒，利誘麥劍鋒和自己合作，一起除掉劉黑仔。幾次三番後，麥劍鋒答應了李觀姐的條件。劉黑仔答應了李觀姐談判的請求，和戴在初兩人前來赴鴻門宴。席間，劉黑仔二話不說，掏槍射擊擊斃了李觀姐。但，面前這個李觀姐竟是相貌極其相似的替身假貨。真李觀姐帶著麥劍鋒和大量手下持槍包圍了劉黑仔。原來，這是麥劍鋒根據黑仔性格製定的計劃。雙方對峙間，麥劍鋒突然調轉槍口指向李觀姐。李觀姐這才明白，自己中了麥劍鋒的詭計，麥劍鋒實際上是想除掉自己，而不是黑仔。僵持中，李觀姐困獸猶鬥，提出和黑仔一對一比快槍。硬幣落下，黑仔技高一籌一槍擊斃李觀姐。哪知此時，麥劍鋒早就佈置好的人反包圍了整個酒樓。麥劍鋒提出從此佔了李觀姐的地盤和人，並勸說黑仔加入自己，兄弟兩人一起打天下。黑仔斷然拒絕了，提醒麥劍鋒，只要以後不惹游擊隊，並在這條通道上給游擊隊行方便，就各自相安無事。不然，必殺麥劍鋒。麥劍鋒遺憾地目送黑仔離開。打通西貢通道後，黑仔帶人進入香港，通過安娜的線索確認了營救對象的住處。因為一次偶然的邂逅，游擊隊又多了營救香港女明星陸瀅的任務。黑仔和戴在初、何敏儀計劃後，決定雙管齊下，將陸瀅也營救出來。
{ 第18集 }
黑仔假裝搶劫雜貨店，向安娜傳遞了營救情報，告之具體營救計劃。同時，營救陸瀅的計劃由於東條的謹慎，被中途擱置。東條通過對於雜貨店案件的分析，斷定這是劉黑仔一夥人的計劃，並推算出黑仔的目的。眼見雙方即將爆發武裝衝突，日軍總部卻向東條佈置了其他任務，東條恨恨地放棄了計劃。劉黑仔成功將民主人士從安娜所在的聖公會救濟站救走。哪知，一個教授將記有香港所有民主人士通訊方式的筆記本遺忘在了救濟站。黑仔只好單槍匹馬潛回香港。在救濟站中，安娜攔住黑仔，向他表露了熾熱的愛意，希望黑仔能帶走自己。黑仔割捨兒女情長，絕然離去。黑仔一不做二不休的性格，讓他臨時再次改變計劃，通過與何敏儀默契的配合，成功地將港星陸瀅從日本特務的眼皮底下救走。很快，港英政府正式向日軍投降。游擊隊向黑仔派遣了營救英國軍官的任務。黑仔施展金蟬脫殼的詭計，潛入日軍集中營，神不知鬼不覺將英軍的幾名軍官救出。其中就包括了曾經是死敵的查爾斯。逃出集中營的英國人仍處在日占區，隨時有被捕的危險，黑仔和組織商量後，決定進行一次遠距離海路轉移，先將英國人從海上送出日軍封鎖區，再想辦法送到後方安全地帶。但游擊隊在香港的人數物資極其有限，不足以執行這項計劃。黑仔決定，找自己曾經的兄弟麥劍鋒幫忙。
{ 第19集 }
劉黑仔和麥劍鋒談判，答應了麥劍鋒提出的條件，先給槍和子彈。計劃開始得很順利，但當劉黑仔帶著查爾斯等人到了海岸邊，左等右等，終於沒有等來麥劍鋒答應接應的船隻，反倒等來了日本人的追兵。原來，麥劍鋒這次是收了貨不辦事，根本沒有準備接應，反倒趁機去搶金鋪。但麥劍鋒的行動被憲兵隊察覺，憲兵隊對其窮追不捨，最終將麥劍鋒生擒。海灘邊，劉黑仔等人山窮水盡之際，海面上劃來了阿強阿彪的船。原來，戴在初一直對麥劍鋒不放心，準備了備用方案。黑仔等人成功將英國軍官救離港島。劉黑仔等人通過新入游擊隊員糯米雞的幫助，藉著元旦花車遊行的機會，將英國軍官化裝成戲班，送出了日占區。分別之際，劉黑仔一番擲地有聲的話語，深深地震撼了查爾斯等人的心靈。後來，查爾斯果然重新做人，在後方自覺組織抗日力量，為中國的抗戰貢獻了一生。麥劍鋒被捕後，戲耍東條，告訴東條關於游擊隊的假情報。他謊稱是帶領日軍偵破游擊隊交通站，實際上藉機向劉嘉妹傳遞了自己被捕的消息。黑仔接到消息，不顧老戴的堅決反對，執意要將麥劍鋒從域多利監獄中救出。黑仔一行人化裝成日本憲兵隊軍官，大搖大擺進入監獄，借轉押之名救走麥劍鋒。計劃將要成功之際，監獄長看出破綻。此刻，芥川及時趕到，用流利的日語和機智的頭腦化解了險情。黑仔對芥川的看法有了改觀。
{ 第20集 }
黑仔送走麥劍鋒，組織游擊隊員們分散轉移，混過日軍的全城封鎖。芥川自告奮勇，願意為游擊隊去醫院搞管製藥品。黑仔讓其他人先轉移，自己留下來接應芥川，兩人制定了計劃。東條通過典獄長的遺言，鎖定了芥川的嫌疑。他在醫院嚴格布控，設下圈套引誘芥川上鉤。東條的計劃全在劉黑仔的意料之中。芥川按照黑仔事先的囑咐，臨時改口，暫時拜託了自己的嫌疑。黑仔在港島四處躲藏，藏進了安娜家，兩人重逢。兩人共處一室，彼此都流露出柔情蜜意。安娜正式向黑仔提出了加入游擊隊的想法，黑仔冷靜地拒絕了安娜。他告訴安娜，游擊隊的生活不屬於你這樣的女孩兒，一切要等到戰爭結束了再說。在一次偶然談論文學名著，聽音樂的機會中，兩人對同一首曲子產生了共鳴。黑仔突然意識到，原來，自己和安娜是心意相通的。安娜也發現，黑仔並不是一個真正鐵石心腸的人。他只是，心裡裝了太多了責任和憤怒。麥劍鋒將搶來的金十字架包裹起來，寄給安娜，並附上了一封柔情似水的信。安娜讀信，被麥劍鋒的不離不棄打動。正好這時黑仔來告辭，見到了信和金十字架。黑仔從這幾天短暫的柔情中清醒過來，他審視自己和安娜的關係，和有漢奸嫌疑的安景惠的關係，也更加確定了麥劍鋒對安娜的情意。黑仔告訴安娜，麥劍鋒這樣的男人才是更適合守護你的。黑仔辭行離開後，安娜則久久不能平靜。她知道，自己已經深深地愛上了這個天不怕地不怕的熱血男子漢。
{ 第21集 }
游擊隊繼續補充兵源，權哥決定接受貓哥獨立聯防隊的加入請求，並要求黑仔考察貓哥隊伍的紀律性。貓哥再次加入游擊隊。但入隊第一天，貓哥就和手槍隊因為吃飯的問題產生了爭執，險些動手打架。貓哥借題發揮，硬說黑仔勾搭自己的女人阿嬌。權哥教育黑仔，黑仔不服氣。權哥給黑仔介紹革命對象，一個根紅苗正的女戰士。黑仔心中裝著安娜，根本沒有考慮就斷然拒絕了權哥的說媒。安娜一心想著幫游擊隊做事，從香港搞到了管製藥品，帶著安傑送到游擊隊。正巧趕上黑仔和何敏儀親暱的場面，安娜負氣狂奔。黑仔丟下表彰大會不顧，追到安娜，向安娜表露了心意，並答應安娜從此留在游擊隊。權哥和老戴找黑仔談話，希望黑仔能為了革命，放棄安娜。黑仔堅信愛情和革命並不衝突，安娜和安景惠是兩個人。黑仔立誓，如果安景惠再做漢奸，自己一定親手殺了他。貓哥土匪作風不改，屢次向游擊隊討餉討糧未遂，心生歹念。他聯合冉沛，出賣阿強押送物資的路線。冉沛帶人化裝半路襲擊阿強，游擊隊死傷慘重，阿強死裡逃生，被村民救回。安娜正式公開成為了黑仔的女朋友。她決定回一趟家，光明正大地將此事告知父親。不料，安景惠不但不同意安娜和黑仔交往，反而大發雷霆，威脅安娜。如果不從此和黑仔一刀兩斷，就和安娜斷絕父女關係。安娜割捨不下黑仔，忍痛離家出走。
{ 第22集 }
黑仔看著重傷的阿彪和死去的兄弟們，怒火中燒，點齊了人要去找冉沛拼命。戴在初將黑仔攔下，冷靜地分析出這次秘密路線暴露，一定是隊伍裡有內奸。仇一定要報，但要先抓出內奸。黑仔巧妙地試探貓哥，狡猾的貓哥對答如流，看似完全沒有嫌疑。安娜回到游擊隊，本欲找黑仔告別。她向黑仔說明了訣別的原因，黑仔用自己的真誠和男子漢的霸道留住了安娜，向安娜起誓。安娜被黑仔感動，決定兩人再也不分開。此時，麥劍鋒突然到來，提醒黑仔，自己看到了貓哥和冉沛有來往。黑仔欲挽留麥劍鋒，劍鋒冷冷地回絕了，毅然離去。安娜留在游擊隊中，倔強地要求和戰士們過一樣的苦日子，結果鬧出許多尷尬。錢佩珍等人的友善和耐心，更加讓安娜覺得慚愧著急。貓哥拿了冉沛的錢，應了冉沛許下的好處，再次算計游擊隊。他探知游擊隊出擊的情報，偷偷把消息告訴冉沛。臨到隊伍出發，貓哥發狠吃下瀉藥，藉故請假。哪知，冉沛在伏擊點被游擊隊團團包圍，打得落荒而逃。原來，黑仔和老戴早就懷疑貓哥有問題，將計就計，故意將錯誤的信息透露給貓哥，藉機打了冉沛一個反埋伏。戰鬥結束後，貓哥壓抑住驚訝，佯作鎮定無辜，一口咬定自己是被冤枉的。黑仔等人將貓哥控制住，揭穿了他出賣游擊隊的行徑。貓哥還欲辯解，哪知黑仔竟然已經找到了證人。
{ 第23集 }
黑仔押來戰鬥中抓獲的冉沛手下士官。俘虜招供，親眼看見冉沛和貓哥密謀，親耳聽見貓哥和冉沛達成協議，出賣游擊隊。貓哥死硬到底，繼續抗辯。老戴指出依舊缺乏有力證據，隨意處置會影響統戰。黑仔下令將貓哥嚴密看押。實際上，這是黑仔試探虛實的計謀。果不出黑仔所料，做賊心虛的貓哥打暈守衛逃走，黑仔帶人全村搜捕。貓哥被錢佩珍抓住。哪知，阿嬌出現用身體擋住貓哥，掩護貓哥逃走。貓哥逃走前開槍擊傷佩珍。佩珍懂得阿嬌保護男人的心，為阿嬌保守了這個秘密。貓哥逃竄至香港，被鮑魚強擒獲，交給了東條。東條請來外科醫生拆卸貓哥肋骨，折磨他。終於，貓哥熬刑不過，答應給日本人做事。游擊隊的生活依舊讓安娜覺得越發不適應。她整天找不到事做，只能看著身邊的人忙忙碌碌，心中更加恐慌和不安。她日夜守在游擊隊崗哨前，等著外出執行任務的黑仔歸來，像一塊望夫石。但黑仔是一個戰士，他表現出的冷漠和無所謂讓安娜覺得分外失落。港島。芥川和嘉妹扮作假夫妻，情意日濃。偶然的機會，嘉妹發現了貓哥已經叛變，她找到麥劍鋒在港島的據點，將消息傳遞給麥劍鋒。通過簡短的詢問，麥劍鋒斷定嘉妹和芥川已經被東條徹底控制。麥劍鋒佈置轉移據點，自己帶齊人馬前往游擊隊。鬼子開始對根據地展開“萬人大掃蕩”。一場血雨腥風的戰鬥即將到來。
{ 第24集 }
麥劍鋒突然來到游擊隊，偷偷地要將安娜帶走。但安娜堅決拒絕了麥劍鋒粗暴自私的要求，斬釘截鐵要和游擊隊呆在一起。麥劍鋒對安娜說出了貓哥叛變的消息，日本人掃蕩在即。他欲將安娜強行擄走，被黑仔攔下。兄弟兩人拳腳相向，麥劍鋒痛斥黑仔不能給安娜幸福，只會帶給她死亡。黑仔冷冷地回絕了麥劍鋒，警告他不要再碰自己的女人。游擊隊******實了日軍掃蕩的消息，全員帶著老百姓轉移。松本佈置誘敵戰術，故意放出風去，通過搶老百姓糧食引出游擊隊。火勝佩珍的分隊中計，陷入埋伏。火勝奮戰掩護佩珍突圍報信，自己帶人將日軍引上退無可退的高地。游擊隊立即作出戰略安排。麥劍鋒何敏儀負責帶領鄉親們撤離。一路上，麥劍鋒多次懇求安娜隨自己離開，安娜一口回絕。劉黑仔迅速組織部隊接應火勝，在日軍兩個中隊合圍完成之前救出火勝。手槍隊轉移易守難攻的山脊地帶，建立陣地阻擊日軍。這時鬆本派出了秘密武器騎兵隊，將黑仔的防守沖散。黑仔率人退入村子，這是游擊隊最後的防線。黑仔和老戴命人和鬼子展開肉搏戰，搶占了作為夜間退路的山峰，並留下足夠兵力防守。村子易守難攻，雙方進入了相持階段。劉黑仔冷靜地分析戰場局勢，他把自己設想成鬆本，推斷松本不會等到天黑，一定會在游擊隊趁天黑撤走前進攻村子。而這樣的進攻，必須完成突襲。黑仔斷定，松本一定會孤注一擲，違反戰術常規，用並不擅長巷戰的騎兵進攻村莊。
{ 第25集 }
一切如黑仔所料，松本派出的騎兵隊果然沖向村莊。但是，騎兵隊長命令全隊停在村口，觀察，就是不進村。黑仔將自己當做誘餌，激怒騎兵隊長。騎兵隊呼嘯著衝進村莊，進入了游擊隊早就設好的伏擊網。游擊隊利用早就練熟的絆馬索，依借村莊有利地形，將騎兵隊殲滅半數，大勝。松本並未在意這場失敗，他推斷游擊隊一定會退入北部山區。松本依靠自己過硬的戰術素養，快速劃出了封鎖區域，命令所有部隊進山搜索游擊隊。黑仔等人撤入山林，偶遇了投奔而來的小鬼隊隊員曱甴仔。曱甴仔抗日積極頭腦靈活，在最短時間給游擊隊畫出了極其詳細的地圖。為了避免糧倉暴露，黑仔命令火勝一人負責糧倉。但貪吃的阿彪忍不住餓，私自潛到糧倉偷了一枚紅薯，被日軍發現，游擊隊的糧食全部被燒毀。整個游擊隊陷入無法突圍，又無糧充飢的困境。黑仔分析附近局勢，猜出了松本三麵包圍，一面設伏的口袋陣。他決定反其道而行之，進攻看似最為堅固的日軍碉堡。這座碉堡是由皇協軍守衛的。通過曱甴仔，黑仔請來皇協軍中的小隊長張阿才，說服他幫助游擊隊。張阿才因為母親被扣做人質，不敢答應。松本對山中村落的老百姓進行血腥屠殺，張阿才的母親因幫助游擊隊籌糧被松本殺死。彌留之際，張母通過曱甴仔傳話給兒子，一定不能再做漢奸，要幫助游擊隊抗日。游擊隊在張阿才的幫助下，奪去了碉堡，取得了寶貴的給養。
{ 第26集 }
松本命令騎兵隊最快速度追擊劉黑仔，在游擊隊搶過吊橋前將其攔截。游擊隊也全速前進，和鬼子爭奪時間。最終，游擊隊搶在鬼子之前過橋，並將唯一的通道吊橋炸毀，甩掉了鬼子的跟踪。游擊隊接到香港方面情報，有一批新到的電台等待接收。火勝自告奮勇打前站，獨自前往香港。火勝在香港順利交聯。但他沒有想到的是，地下交通站早就被東條破獲，和自己交聯的是日本人派出的密偵。東條命令密偵穩住火勝，等待劉黑仔等人前來運貨，一網打盡。火勝機智地觀察接頭人，用江西俚語拆穿了特務身份，將其擊斃。他發現約定地點已被日特重重包圍。火勝必須通知黑仔等人，以防他們調入圈套。火勝毅然做出了犧牲自己的決定。他大搖大擺走進街頭大樓，發出了最後一封電報，和鬼子血戰後，重傷被俘。權哥和戴在初輪番找安娜談話，要求她為了黑仔的前途而離開黑仔。安娜經過強烈的思想鬥爭，認為自己和黑仔確實不合適，又會影響英雄的前途，在黑板上留書一封，準備離開。正在這時，黑仔來到教室，看到黑板上的字，心痛懊悔不已，自說自話安娜表白。躲在黑板後的安娜被打動，就在她要出來相見的時刻，戴在初帶來了火勝的電報。黑仔得知兄弟性命垂危，立即將安娜忘到九霄雲外。點齊人馬就要出發。安娜黯然神傷，默默地離開了游擊隊。
{ 第27集 }
就在黑仔點齊手槍隊人馬準備出發之際，阿強帶來了火勝的死訊。報紙上印著火勝被汽車分屍的號外。黑仔等人失聲痛哭，立誓要為火勝報仇。遠處，錢佩珍默默地看著這一切，轉身悄然離開，她作出了自己的決定。離開游擊隊的安娜，流落香港，在街頭被日軍士兵盯上，欲抓其去慰安所。安娜逃跑，千鈞一發之際被好心的老太太收留。老太太可憐安娜，答應安娜先躲在自己家中，暫避風頭。黑仔一行小隊潛入香港，準備刺殺鮑魚強。K先生向何敏儀下達命令，接日本人之手除掉黑仔等人。何敏儀陽奉陰違提供了錯誤的住址，日軍撲空。K先生大發雷霆，以死亡威脅，必須在一天之內除掉劉黑仔，否則就用軍統家法處置何敏儀。何敏儀躊躇再三，最終沒有下手。她主動向黑仔等人承認了自己的身份和目的。令她沒想到的是，黑仔和老戴早就知道了她的身份和所作所為，一直想給她一個改過的機會。經過老戴的思想工作，何敏儀決定去游擊隊後方改造學習，並承諾會以一名合格的共產主義革命戰士身份與大家重逢。黑仔等人監視鮑魚強的日常生活，尋找規律。他們驚訝的發現失踪了的佩珍竟然和鮑魚強黏在一起。原來，佩珍決心為火勝報仇，獨自一人前來香港，以酒吧獨身女人的身份接近鮑魚強，虛以為蛇，想拼個魚死網破。在黑仔的勸說下，佩珍歸隊，和大家一起行動。一個針對鮑魚強的刺殺計劃悄悄展開。
{ 第28集 }
黑仔等人佈置了刺殺計劃，決定兩天后行動。翌日，阿金準備烈酒。阿嬌在戲院後台管理員面前裝可憐，討回了打雜的工作。一切看似很順利，但變故發生了。東條通過特務手段，查出了錢佩珍的身份。鮑魚強當機立斷找到錢佩珍，將其繳械控制。錢佩珍後悔不已，自己居然成了東條反刺殺計劃的誘餌。刺殺當天，戲院內外被日特團團包圍。黑仔等人注意到佩珍的備用暗號——佩珍帶了一隻黑手鐲。這說明計劃有變，我已暴露，迅速撤退。黑仔並不罷休，他早就準備了備用計劃。鮑魚強得意洋洋地請出黑仔等人，向他們宣判死刑。黑仔等人“倉皇”逃走。所有的日特全都蜂擁追擊。就在鮑魚強自以為計劃得逞時，黑仔等人鬼魅一般出現在他身後。原來，黑仔使用了備用計劃，金蟬脫殼之計。逃跑過程中，早就準備好的替身假黑仔吸引了全部敵人。戲院外，老戴和阿金早就等候，用大批烈酒製造爆炸，將日兵和特務阻攔。戲院內，劉黑仔開槍打穿鮑魚强两邊膝蓋，讓他跪下。佩珍上前，用火勝的刀結果了鮑魚強性命。失敗的東條受到酒井中將的責罰，酒井替東條向岡村寧次求情，免了東條死罪，並提醒東條，下一次再失敗就必須切腹向天皇謝罪。已經徹底暴露身份的佩珍，必須離開游擊隊去往後方根據地。手槍隊和佩珍依依惜別。佩珍的身影漸漸消失在黑仔等人的視線中。
{ 第29集 }
東條調來一批生面孔密偵，全香港搜索安娜的下落，想藉此牽出劉黑仔。安娜前往救濟會尋找工作，無人敢收留他，在修女的介紹下，安娜前往永生機械廠求職。機械廠的工頭收下了安娜。等安娜開始工作才明白，這裡完全是一個被日本人控制，奴役虐待工人的黑廠房。安娜在這裡結識了患難好友菊妹，過著苦兮兮的日子。老戴向劉黑仔坦白了自己勸走安娜的事實。黑仔沒有生氣，他原諒了老戴的錯誤。黑仔向老戴坦誠心跡，自己和安娜分手，並不只因為安娜是漢奸的女兒，而自己是抗日英雄。更重要的是，自己給不了安娜未來。黑仔說，從此願和兄弟們生活戰鬥在一起。葉明偶爾間發現落魄潦倒的安娜，請她一起喝咖啡。閒談間，安娜得知葉明已經替日本駐港的公司做事，戴上了白袖標。葉明對日本商人的媚態令安娜既憤怒又噁心。她拒絕了葉明替自己找工作的建議，斷絕了和葉明的關係。安娜營養缺乏過度勞累，病得不省人事。安景惠終於找到了女兒，並將其接回自己在香港的家中。安娜醒來後發現，父親也戴上了日本人發的袖標，光明正大地做起了漢奸。安娜和父親爭吵，不歡而散。此時，一直緊盯安娜的東條想到了一條將安景惠徹底推上漢奸之路的毒計。東條派人秘密逮捕了安傑，並以安傑的生命要挾安景惠。
{ 第30集 }
安景惠擔心安傑被日本人殺死，向東條出賣了游擊隊地下交通站的地址。東條秘密派人搗毀了交通站，將游擊隊員全部抓獲，並讓安景惠隔著汽車玻璃指認。安景惠指認後，東條將游擊隊員全數殺害。安娜看到弟弟被放回，幾句話就問出了真相。安娜無助、憤怒、痛心、失望，她質問父親。安景惠此刻已經完全鐵了心，他告訴女兒，只要能保住女兒和兒子的生命，自己做什麼都可以，哪怕是做遭人唾罵的漢奸。1944年，中美聯合航空隊的飛行員克爾執行任務時迫降。日軍和游擊隊同時撒網尋找克爾。游擊隊員率先一步將克爾救下，送回了劉黑仔處。克爾和劉黑仔很快建立了深厚的友誼。同時，國軍方面也得到了克爾的行踪。冉沛請來麥劍鋒，開出大價錢，要求冉沛從劉黑仔處將克爾搶過來。麥劍鋒一口答應。安娜內心充滿了負罪感，日夜難寐。她決定用死來向游擊隊通風報信，也為自己的父親贖罪。就當安娜拿著刀沖向蹲守在交通站的日特時，麥劍鋒救下了她。麥劍鋒將安娜帶回家，告訴安娜在此住下，自己會去通知游擊隊。黑仔派出的游擊隊員糯米雞此刻已經掉進了假交通站的埋伏，他被中共地工阿炳救下。糯米雞不知道，阿炳其實也已被東條策反，目的是滲透進游擊隊。何敏儀歸隊後。阿強阿彪偷雞被老鄉抓住，遭到權哥重責。
{ 第31集 }
黑仔用兄弟家法處置阿強阿彪，將兩人打得皮開肉綻。之後，黑仔要求老戴用雙倍鞭數責罰自己。老戴氣憤離去。游擊隊員們也無人敢對黑仔下手。夜裡，黑仔親手給兄弟兩人上藥治傷，三兄弟談起未來的打算。就在黑仔準備帶人去接應糯米雞時，麥劍鋒卻帶著糯米雞和阿炳來了。只不過，麥劍鋒帶回來的是兩人的首級。黑仔等人震驚憤怒。麥劍鋒告訴黑仔自己只是替游擊隊清理了門戶，並提出自己的人已經戒嚴了能將克爾送走的道路。麥劍鋒向劉黑仔索要克爾，劉黑仔竟然答應了麥劍鋒的要求。當夜，大雨瓢潑。麥劍鋒率人押著克爾離開，卻突然遭到了日軍搜索隊的襲擊。更令麥劍鋒沒有想到的是，自己帶走的“克爾”竟然是阮永彪假扮的。原來，大雨天大家都穿著美軍的軍用雨衣，克爾利用一次小便的機會，和永彪互相換了身份。失敗的麥劍鋒硬起頭皮，扔去找冉沛索要報酬，冉沛以江湖之禮回應。麥劍鋒向冉沛表示，從此自己就跟著冉沛乾了。劉黑仔找到麥劍鋒，提醒他，姓國姓共自己並不在乎，只要打日本人，就還是兄弟。若跟著冉沛作惡，自己不會放過麥。黑仔想著自己和安娜的過往，翻著安娜送給自己的書，怎麼都無法入眠。他決定偷偷地潛回香港，去將安娜找回來。正好這時，在香港的出租屋中，麥劍鋒向安娜提出了兩人一起遠走他鄉的請求。
{ 第32集 }
安娜答應麥劍鋒，要求離開之前去見一面自己的父親。麥劍鋒答應安娜，兩人約定第二天離開香港。就在安娜即將從製造場離開的時候，黑仔找來了。大雨中，黑仔在廠區廣播中播放了那張曾經和安娜一起聽過的唱片，熟悉的旋律中，這對戀人在雨中重逢。安娜鼓起勇氣，自尊地拒絕黑仔。黑仔瘋狂地將安娜摟住，向她表白。安娜被感動，答應和黑仔下午一起坐船離開，回游擊隊。安娜離開前去醫院探望生病的父親，父女二人告別。安娜無意間透露了和黑仔約定的時間地點。安娜走後，東條率領特務尾隨而至。東條告訴安景惠，安娜的姓名已經完全掌握在自己手中。他以安娜威脅安景惠說出機密。安景惠扛不住壓力，說出了安娜和黑仔的計劃。此刻，在病房外的小傑正巧聽到了這番對話。小傑飛奔到郊區，聯絡上小鬼隊，找到權哥和老戴。權哥知道詳情后，連忙佈置了緊急營救的計劃。黑仔等人前往碼頭的路上，偶遇日偽警察陳警官。主動亮明身份後，黑仔逼問了日本人的設伏計劃，並向陳警官提供了虛假的己方撤離線路。黑仔三人一離開，陳警官就迅速找到了東條，如實匯報一切。東條判斷出劉黑仔的聲東擊西之策，改變了埋伏策略。安娜在碼頭久等黑仔不至，此刻麥劍鋒趕到，告之安娜她已成為誘餌，將安娜帶離碼頭。入夜，權哥在埋伏重重的樓頂天台和黑仔三人相遇。
{ 第33集 }
權哥主動現身攻擊日軍，給黑仔三人爭取逃離的時間。最終，就在黑仔等人將要突破包圍時，權哥被松本狙擊步槍擊中頭部，墜樓身亡。黑仔等人眼睜睜地看著自己的革命導師死在面前。安杰和權哥的警衛員也在突圍交火中身亡。東條並不因此而感到高興，對他來說一個死了的敵人不會提供任何有價值的情報。東條判斷劉黑仔的性格，一定會單槍匹馬來為權哥報仇，目標一定是安景惠。東條命令松本，要故意將安景惠作為誘餌，必要時，可以犧牲安景惠。劉黑仔潛入安景惠寓所刺殺，擊傷安景惠。就在關鍵時刻，安娜趕到，用自己的身體擋住父親。安景惠趁機在日特的保護下溜走。安娜跪下向黑仔求情，黑仔毅然的拒絕了安娜。安景惠從此毅然決絕地做起了漢奸，雙手沾滿了反日誌士和無辜百姓的鮮血。安娜懇求麥劍鋒去替自己向黑仔求情。麥劍鋒應允而去，正逢黑仔等人在商討刺殺安景惠的計劃。黑仔告訴麥劍鋒，安景惠是殺定了，但求麥劍鋒不要讓安娜親眼看到那一刻。在芥川龍的幫助下，阿強和阿彪假裝成外傷病人潛入醫院，摸清了安景惠病房四周的布放規律，並拿到了繪製好的醫院詳細地圖。翌日，劉黑仔利用金蟬脫殼計，用假“黑仔”將日特全部引走，自己潛入安景惠的病房。劉黑仔麵對死不悔改的安景惠，毅然扣下了扳機，就在這一刻，安娜衝進了病房。
{ 第34集 }
東條等人追擊“假”黑仔，最終發現中了圈套，反身包圍病房。東條衝進病房，裡面除了安景惠被打得千瘡百孔的屍體和驚魂未定的安娜，根本沒有黑仔的影子。東條審問安娜，安娜下意識地看向開著的窗戶。東條以為黑仔跳窗逃走，命人上街追擊劉黑仔。就在日特離開後，黑仔從天花板通風管中跳下。原來，是安娜掩護了黑仔。黑仔向安娜道別，要安娜從此忘了自己。黑仔前往嘉妹處暫避風頭，正發現嘉妹和芥川龍越來越親密。黑仔斥責嘉妹，嘉妹反而大聲宣布自己和芥川是真心想要，要和芥川結婚。對日本人恨之入骨的黑仔無論如何不能接受，以斷絕兄妹關係威脅嘉妹。嘉妹傷心難過，一語點破黑仔心思。因為斷了和安娜的未來，就要來斷自己和芥川的未來。黑仔一時間暗自神傷。經過一段相處，黑仔對芥川漸漸改變了看法，他告訴嘉妹，如果戰爭結束了，他同意芥川和嘉妹結婚。貓哥重新找到了阿嬌，並且通過跟踪阿嬌找到了嘉妹。他將這一重大發現報告了東條。東條當機立斷馬上密捕了嘉妹和芥川。並且開始了自己的引蛇出洞計劃。黑仔等人在游擊區抓住一名日軍俘虜，黑仔用炸藥同死來威脅俘虜，套出了實情。原來，東條令松本將嘉妹、芥川和一批老百姓關在祠堂中，四周布上了重兵，就等著黑仔自投羅網。黑仔要獨自前往，被老戴武裝繳械，押回了根據地。
{ 第35集 }
老戴向黑仔提出了圍魏救趙的計策。自己帶精英分隊突襲日軍港島總部半島酒店，黑仔帶游擊隊佯攻祠堂。戰鬥開始了，戴在初等人順利地奇襲了半島酒店；而黑仔在祠堂外受到了松本所部砲兵的猛烈攻擊。嘉妹聽到松本和芥川的談話，她並不知道黑仔的計策，以為黑仔已經上當。嘉妹決意犧牲自己，她假意和松本談判，願意去勸黑仔投降。嘉妹趁松本不注意，解下一日兵腰間手雷。日軍士兵本能開槍射擊，將嘉妹擊斃。松本失去了誘餌氣急敗壞，正要發動衝鋒，突然接到總部要求回援的命令。獸性發作的松本命令放火，將祠堂內的老百姓們活活燒死。戴在初等人奇襲成功，還抓回來一批日軍的隨軍家屬。阿彪等人群情激昂要殺日軍家屬報仇，被戴在初攔住。老戴領著日軍家屬看了松本等人的暴行，審判了喪失人性的日軍，並將這些日軍家屬盡數釋放，讓他們回去把這裡的真相告訴更多的日本人。老戴的攻心戰讓東條趕到恐慌，他秘密扣押了全部家屬，命人將他們全部殺死，並對外宣布這些家屬們是死於游擊隊的襲擊。松本並不明真相，從此對游擊隊更加痛恨。安傑的生日這天，麥劍鋒陪安娜完成安傑心願，吃西餐。在餐廳中，麥劍鋒送給安娜一枚自己搶來的戒指，向安娜表白，求婚。餐廳中的顧客們都被感動，起鬨讓安娜答應。第二天早晨，安娜默默地為麥劍鋒做了早飯，答應了嫁給麥劍鋒。安娜和劍鋒婚期臨近，卻沮喪的發現兩人都沒有什麼親朋好友可邀請。麥劍鋒自告奮勇，不能讓安娜委屈地出嫁，他要去將黑仔等人請來參加婚禮，接受他們的祝福。麥劍鋒找到黑仔，黑仔還沉浸在失去妹妹的痛苦中。他向麥劍鋒表示了淡淡地祝福。
{ 第36集 }
婚禮當天，游擊隊裡的人都找不到黑仔，以為他不會去了。戴在初向阿彪阿強下令，既然黑仔不去了，大家就都不去了。婚禮上，安娜一直在等待黑仔的到來。在她的內心深處，希望黑仔能出現，起碼證明黑仔心中還愛著自己。她甚至盼望黑仔能來阻止這場婚禮。當麥劍鋒就要親吻新娘的時刻，黑仔騎著游擊隊唯一的挎兜摩托飛馳而至。黑仔慢慢地走進教堂，向這對新人送上了自己的祝福。他最終沒有阻止這場婚禮。麥劍鋒繼續替冉沛乾著走私的勾當。他自以為隱秘的一條線路被貓哥注意到，並將消息通知了日本人。麥劍鋒在海灘上被日軍憲兵擒獲，再度投進了監獄。左右想不出的辦法的安娜，在街上遇到了執行任務的黑仔，她告訴黑仔劍鋒被俘的事情。黑仔答應一定會救劍鋒。而面對黑仔的冷淡和客氣，安娜覺得內心被深深刺痛。安娜只好去找冉沛幫忙，冉沛在貓抓耗子般地戲弄了安娜一通後，同意會通過商會的關係，行賄救麥劍鋒出來。他向安娜明言，救劍鋒是為了以後讓他去殺黑仔。游擊隊中，黑仔也為救劍鋒的事情和老戴發生了激烈的爭執。老戴知道黑仔的脾氣，略施小計，在黑仔的麵條裡投了蒙汗藥。等黑仔中招昏睡後，將黑仔鎖在房中。阿強阿彪看到，明白老戴的用心。他們兩人自作聰明，決定提前去除掉貓哥，這樣黑仔醒來以後就可以全心全意營救麥劍鋒了。阿強和阿彪趕到港島的聯絡點發記苦力館，向交通員要了請帖和禮服，踏上了貓哥上任典禮的這條死亡之路。貓哥在港島的大酒樓赴任飛龍隊大隊長。這實際上是他和東條合夥做下的圈套。東條算準了，劉黑仔一定會把妹妹被害的仇記在貓哥身上。典禮當天，會場里三層外三層全佈滿了密偵特務，會場臨街還佈置了日軍的正規戰鬥部隊。而狡猾的東條本人，為了以防出現意外，卻沒有親臨現場。貓哥的宴會開始，阿強和阿彪尋到了最好的射界。就在他們準備開槍之際，貓哥站了起來，有請劉黑仔龔力強阮永彪上台。
{ 第37集 }
強彪兩人意識到已經深入重圍。他們冒死向貓哥發起進攻，只求能和貓哥同歸於盡。酒樓中一時間橫屍遍地。就在阿彪逮到貓哥，將要開槍之際，貓哥抓過阿嬌攔在了自己身前。阿彪猶豫的片刻，被貓哥擊中。阿強增援阿彪，也身負重傷。貓哥趁亂逃離酒樓。阿強阿彪打光了子彈，背靠著背，拉響了最後一枚手榴彈。東條將阿強和阿彪的屍體掛在牛池灣的鐵橋上示眾。劉黑仔得知此事後，孤身前往重兵包圍中的橋頭，給自己的兄弟收屍。黑仔將紙錢灑向空中，在漫天紙錢和大雨中，如同天神下凡一般，搶回了阿強和阿彪的屍體。此事讓東條的自尊心極度受挫。他命令貓哥，再做一次誘餌，無論如何要將劉黑仔引入圈套消滅。黑仔將計就計，巧妙地讓芥川用模糊不清的日語假冒東條，再錯搭特高科的電話線路，使用假情報將貓哥引到己方設伏的屠宰場。屠宰場中，罪惡累累的貓哥終於被黑仔親手擊斃。黑仔和老戴策劃搞一次更大的行動，徹底震懾駐港日軍。黑仔提出，爆破日軍重要航空兵樞紐——啟德機場。游擊隊派熟悉地形和當地風俗的何敏儀進村探查。
{ 第38集 }
何敏儀查知當地有一夥兒神出鬼沒的小混混，人稱地老鼠。黑仔順利和地老鼠們接上頭，通過他們對防守嚴密的啟德機場進行偵查，獲取了機場的詳細防禦部署。在游擊隊養傷的阿嬌，放不下對黑仔的思念，再次向黑仔表白，希望成為黑仔的戀人。黑仔毅然地拒絕了阿嬌。黑仔對阿嬌坦誠心跡，自己餘生唯一的目標，就是把侵略者趕出中國，為那些死去的人報仇。他希望阿嬌能夠有一個新的開始，過自己的生活。爆破機場的行動即將進行。黑仔進行了分隊。老戴和芥川負責化裝潛入，切斷日軍電力供應。自己帶領手槍隊槍法準的弟兄控制敵人。何敏儀熟悉爆破技能，帶領爆破組安放炸藥。一場刀尖上的冒險，開始了。就在爆破機場行動將要開始的關頭，日軍搶先一步開始了梳麓式大掃蕩。從香港往北派出成建制的旅團，進行逐村逐戶的搜索。老戴終止了黑仔的突襲行動，命令隊伍立刻轉移。此時，麥劍鋒得到了日軍掃蕩的情報，找到冉沛要求襲擊日軍肋部，給老百姓和游擊隊轉移提供支援。冉沛不假思索便拒絕了麥。麥打算自己幹，他向安娜告別後，孤身一人找到了黑仔等人。黑仔的短槍隊此刻剛突破了日軍的大梳子包圍，準備殺一個回馬槍，依舊爆破啟德機場。麥劍鋒執著地要求隨隊行動。老戴一開始堅決反對，終於還是被麥劍鋒的真誠所打動。老戴答應，只要麥能聽從指揮，就帶上麥。松本及時將黑仔等人突圍的消息報告東條。東條在沙盤上進行了精確的演算推理。憑藉自己對黑仔性格的了解，東條斷定劉黑仔的目標一定是啟德機場。當東條點齊部隊來到啟德機場，卻怎麼都找不到劉黑仔的行踪。就在這時，港島傳來消息，多處日軍重要據點遭到游擊隊襲擊，港督命令東條立即回防總部。東條判斷劉黑仔仍在啟德機場附近，他將重任交給松本，自己悻悻離去。
{ 第39集 }
原來，黑仔等人一直躲在啟德機場下水道。夜裡，行動開始了。戰鬥異常激烈，芥川與何敏儀犧牲。黑仔擊斃了宿敵松本。爆破機場的任務獲得了最後的成功。不久，劉黑仔向老戴提出一個大膽的計劃，活捉東條。黑仔利用東條愛吃羊肉的習慣，將羊肉店的廁所徹底改造，變成了一個由卡車拖動的活動房屋。在一個大雨滂沱的夜晚，東條在嚴密地保衛下仍舊掉進了劉黑仔的陷阱，被游擊隊活捉。就在劉黑仔審判東條的當口，冉沛卻帶著國民政府的命令來要人。劉黑仔忍住憤怒只能將東條交給了冉沛。老戴和黑仔都知道，國民政府保走東條，是為了將來對共產黨作戰。老戴提醒黑仔，一定會找到報仇的機會，東條逃不過人民的審判。1945年，日本正式宣布投降。冉沛對身為戰犯的東條拋出了橄欖枝，只要東條幫助國軍對共產黨繼續展開情報戰，國民政府會保證東條的軍人榮譽。東條和冉沛成為了同謀。但劉黑仔沒有給東條這樣的機會。黑仔孤身一人潛回深水涉的理髮店，化裝成理髮師等待東條到來。在對東條進行了正義的審判後，黑仔一刀結果了東條的性命。東條正之這個雙手沾滿了中國人鮮血的特務頭子終於命喪黃泉。國民黨不承認華南地區有抗日武裝。共產黨游擊隊分三批北上，在湘粵邊境跟三五九旅的南下支隊匯合。一路上，國民黨軍隊對游擊隊圍追堵截，切斷給養，不斷打冷槍挑釁。K先生佈置指揮了對劉黑仔的殲滅計劃。冉沛在界址鎮埋伏，將劉黑仔誘入包圍圈。
{ 第40集 }
安娜從被軟禁的劍鋒處得到情報，大著肚子前來報信，但已經晚到一步。黑仔在戰鬥中負傷，染上了破傷風。病床前，黑仔向老戴道歉，感謝。他感謝這一路上因為有了老戴的指引，讓自己的生命更有意義。一向的堅強的老戴落下了熱淚。他向黑仔保證，無論如何一定會救活黑仔。偵察隊帶來了冉沛部的布防情況。原來，這是一個巨大的針對游擊隊突圍部隊的陰謀，是一個環形包圍，屬於圍點打援戰術的變體。老戴識破後決定，部隊不能原地待援，必須突圍出去。他向每一個戰士傳達死命令，就算打剩到最後一個人，也要將劉黑仔背出去。我死了，你就跟上，你死了，他再來跟上。屋中的黑仔聽到了這些情況，下定了決心，犧牲自己為兄弟們爭取一個活下去的機會。在黑仔生命最後的時光裡，安娜伏在他的床前。兩個人互表心意，直到這生命的最後一刻，這對被命運折磨的昔日戀人才真正心意相通了。儘管，他們都已經很清楚，這已經是他們相處的最後時光。黑仔最後告訴安娜，如果有來生，自己還要戰鬥！安娜默默地留下了眼淚。等安娜從睡夢中醒來，黑仔的床鋪已經人去鋪空。床上只剩下那支兩人定情的信物——鋼筆。黑仔拄著拐杖，一步步地走向戒備森嚴的橋頭陣地。國軍士兵們都驚呆了。冉沛得意洋洋地奚落黑仔，侮辱他。最後，黑仔猛地扔掉了手中的拐杖，拉著了身上高爆炸藥的引線，飛奔著朝著橋頭陣地衝過去。他在密集的機槍中倒下了，炸彈爆炸了，他用自己生命的最後一絲氣息，為兄弟們爭取了生的機會。（全劇終）
轉貼至:東江英雄劉黑仔 - 百度百科